# خوسه منسس (بازیکن بسکتبال)
خوسه منسس (اسپانیایی: José Meneses‎; ۱۱ ژانویهٔ ۱۹۲۴ – ۲۴ آوریل ۲۰۱۳) بازیکن بسکتبال اهل مکزیک بود. وی در بازی‌های المپیک تابستانی ۱۹۵۲ شرکت کرده‌است.